# Ravenswood Estates
Ravenswood Estates é uma antiga Região censo-designada localizada no estado americano da Flórida, no Condado de Broward, onde é feita a serie "Pretty Little Liars" (Pequenas Mentirosas)  .

## Demografico
Segundo o censo americano de 2000, a sua população era de 960 habitantes.

## Geografia
De acordo com o United States Census Bureau tem uma área de 0,4 km², dos quais 0,4 km² cobertos por terra e 0,0 km² cobertos por água.

## Localidades na vizinhança
O diagrama seguinte representa as localidades num raio de 8 km ao redor de Ravenswood Estates.